# Санта-Маргерита-ді-Беліче
Санта-Маргерита-ді-Беліче, Санта-Марґерита-ді-Беліче (італ. Santa Margherita di Belice, сиц. Santa Margarita) — муніципалітет в Італії, у регіоні Сицилія,  провінція Агрідженто.
Санта-Маргерита-ді-Беліче розташована на відстані близько 470 км на південь від Рима, 60 км на південний захід від Палермо, 65 км на північний захід від Агрідженто.
Населення — 6436 осіб (2014).
Щорічний фестиваль відбувається 4 вересня. Покровитель — Santa Rosalia.

## Демографія
Населення за роками:

Станом на 1 січня 2023 року в муніципалітеті офіційно проживало 186 іноземців з 26 країн, серед них 65 громадян країн Євросоюзу та 1 громадянин України.

## Сусідні муніципалітети
- Контесса-Ентелліна
- Менфі
- Монтеваго
- Салапарута
- Самбука-ді-Сицилія